# Amand Hermann
Amand Hermann, né en 1639 à Nysa et mort le 26 novembre 1700 à Prague, est un théologien franciscain originaire de Silésie.

## Biographie
Amand Hermann enseigna la théologie dans son ordre. Ses écrits se distinguent par une grande connaissance des Pères de l'Église, et toute sa théologie vise à expliciter les enseignements de Jean Duns Scot à partir d'Augustin d'Hippone et de Bernard de Clairvaux.

## Œuvres
- Sol triplex in eodem universo i.e. universæ philosophiæ cursus integer trium solemnissimorum Doctorum, nempe magni Aurelii Augustini, lactei et melliflui Bernardi et subtilissimi Joannis Duns Scoti menti conformatus, Sulzbach, 1676 ;
- Ethica sacra scholastica speculativo-practica seu tractatus et disputationes morales de virtutibus theologicis et moralibus ad mentem Ioannis Duns Scoti, 2 vol., Herbipoli, 1698 ;
- Tractatus theologici ad mentem subtilis doctoris, Coloniæ Agrippinæ, 1690-1694.